# Theodor Bohn

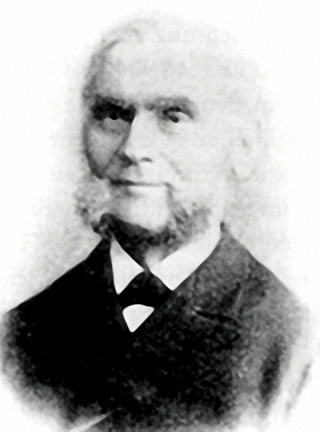
Theodor Bohn

Theodor Bohn (* 30. August 1826 in Kirch Grubenhagen; † 26. April 1911 in Parchim) war ein deutscher Pädagoge, Kantor und Organist.

## Leben
Theodor Bohn wurde als Sohn eines Pädagogen geboren. Nach dem Besuch der Dorfschule besuchte er eine Präparandenanstalt und arbeitete anschließend als Hauslehrer. Von 1848 bis 1850 absolvierte er das Lehrerseminar in Ludwigslust. 1850 wurde Theodor Bohn als Lehrer an der städtischen Elementarschule in Parchim angestellt. Von 1852 bis 1858 wirkte er dazu als Kantor und bekleidete von 1858 bis 1904 das Amt des Organisten an der St.-Marien-Kirche in Parchim. Ab 1873 übernahm Bohn ein Lehramt als Lehrer für Französisch und Englisch an der Knabenmittelschule in Parchim. Hier war er bis 1891 tätig.
Theodor Bohn war 1868 Mitbegründer und von 1882 bis 1895 Vorsitzender des Landeslehrervereins (Ehrenpräsident), 1871 Mitgründer des Feuerversicherungsvereins mecklenburgischer Lehrer und bis 1904 Vorsitzender des Vereins.

## Werke
- Streitschrift Beleuchtung der ständischen Verhandlungen über die landesherrliche Vorlage betreffend die ritterschaftlichen Lehrer in Mecklenburg. 1892.
- Festschrift zur Jubelfeier des 25-jährigen Bestehens des Landeslehrervereins in Mecklenburg. 1893.
- Übungsstoffe zur Übertragung aus dem Plattdeutschen in's Hochdeutsche.1894.